# De haruspicum responso

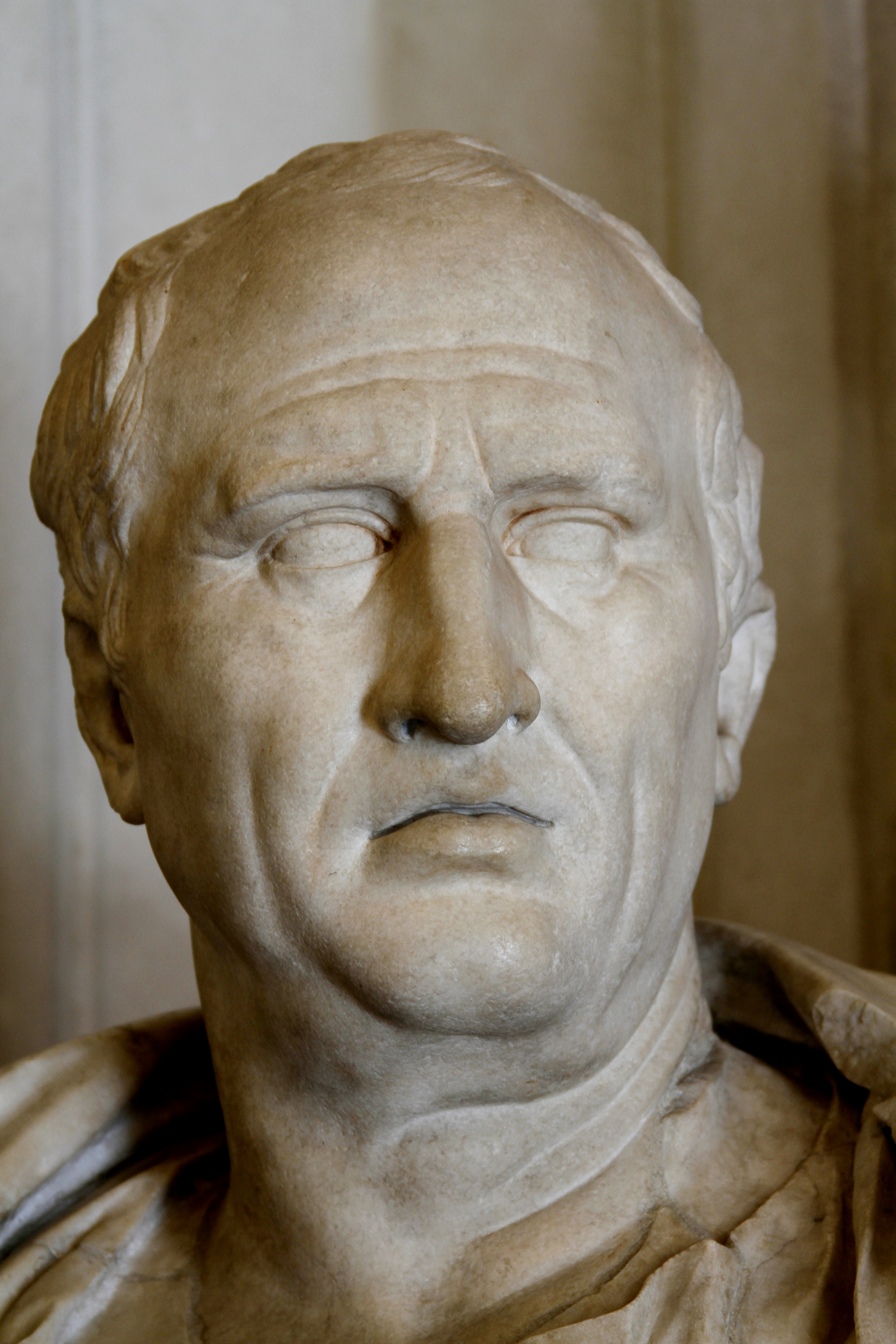
Porträt Ciceros, Detail der Büste in den Kapitolinischen Museen (Inv. 589)

De haruspicum responso (oder auch: De haruspicum responsis, wie manche Herausgeber vorziehen; deutsch „Über das Gutachten der Opferschauer“) ist eine Rede des römischen Politikers und Redners M. Tullius Cicero. Die Rede wurde im Sommer des Jahres 56 v. Chr. während des 1. Triumvirats vor dem Senat gehalten. Sie gehört zu den Reden post reditum, also zu den kurz nach dem Exil in Griechenland (58–57 v. Chr.) gehaltenen Reden Ciceros.
Ein Naturphänomen war von römischen Priestern (haruspices) als göttlicher Hinweis auf die Entweihung eines Tempels gedeutet worden. Während Clodius, ein Widersacher Ciceros, das priesterliche Gutachten (responsum) auf Ciceros Bau einer Villa auf dem Gebiet des Libertas-Tempels bezogen hatte, verteidigte sich Cicero in der Rede De haruspicum responso und legte das Gutachten gegen Clodius aus.

## Vorgeschichte
Im Jahr 58 v. Chr. ging Clodius als Volkstribun gezielt gegen Cicero vor, um ihn für die Hinrichtung der Catilinarier während seines Konsulats im Jahr 63 v. Chr. zur Verantwortung zu ziehen. Diese Hinrichtungen, bei denen römische Bürger ohne ordentliches Gerichtsverfahren verurteilt wurden, dienten Clodius als Vorwand. Infolge dieser Angriffe ging Cicero ins Exil nach Thessalonike und Dyrrhachium in Griechenland. Während seiner Abwesenheit ließ Clodius Ciceros Haus auf dem Palatin beschlagnahmen und abreißen. Einen Teil des Grundstücks widmete er der Göttin Libertas, die er als Symbol für die Befreiung der Republik von Cicero inszenierte. An dieser Stelle ließ er ein Denkmal und einen Tempel zu Ehren der Freiheitsgöttin errichten – ein ironischer Schachzug, der Cicero demütigen sollte.
Nach seiner Rückkehr aus dem Exil im Jahr 57 v. Chr. wandte sich Cicero mit der Rede De domo sua („Über sein Haus“) an das Kollegium der Pontifices. Er forderte die Annullierung der Weihe, indem er argumentierte, dass Clodius’ Tribunat unrechtmäßig, das Gesetz, das Cicero verbannte, verfassungswidrig und die Weihe seines Grundstücks ungerecht sowie gottlos gewesen seien. Die Pontifices entschieden zugunsten Ciceros, woraufhin er sein Haus auf dem Palatin wieder aufbauen ließ.
Wenig später führten Erdstöße in Mittelitalien zu geheimnisvollen Geräuschen, die von den Opferschauern (haruspices) als Ausdruck göttlichen Zorns interpretiert wurden. Sie behaupteten, die Profanierung heiliger Stätten habe diesen Zorn ausgelöst, und mahnten zudem, die inneren Konflikte der Optimaten beizulegen. Clodius betrachtete den Wiederaufbau von Ciceros Haus auf geweihtem Boden als die eigentliche Profanierung, da die Weihung der Libertas nach römischem Sakralrecht irreversibel war.

## Rede
Cicero verteidigte sich vor dem Senat mit der Rede De haruspicum responso gegen Clodius’ Vorwürfe. In einer zwischen Sarkasmus und Drohungen wechselnden Rede beschuldigte er umgekehrt Clodius des Götterfrevels: denn er habe einmal als Ädil mit einer Kundgebung den Ablauf der Megalensien gestört. Sein furor, sein verblendeter Zorn, treibe Clodius zu solchen Taten an. Cicero sieht den Ursprung dieses furor „wie in der Tragödie“ als göttliche Strafe für die einstige Entweihung des Bona Dea-Festes durch Clodius an. Cicero sieht sich selbst als „aufgeklärten“ Römer, gibt aber seinem Respekt vor der Religion der Väter Ausdruck. Jeden Verdacht, er könne an ihrer Gültigkeit zweifeln, weist er weit von sich. Bei dieser Gelegenheit bekundet Cicero seine Aversion gegen die „atheistische“ Lehre Epikurs.
Gleichzeitig macht sich Cicero allerdings über die Naivität der Leute lustig, indem er vorführt, wie das Gutachten der römischen Vorzeichendeuter willkürlich in alle Richtungen ausgelegt werden kann. So münzt Cicero im Folgenden die Zwietracht unter den Optimaten auf Clodius. Dieser sei auch für sie verantwortlich, denn erst zuletzt habe er bei der Verbannung Ciceros mit den Triumvirn gemeinsame Sache gegen den Senat gemacht, kurz darauf wiederum habe er die Triumvirn gescholten, um sich bei den Optimaten beliebt zu machen. Mit dem „Zwist unter den Optimaten“ könne also laut Cicero nichts anderes gemeint sein als die durch Clodius verschärften Spannungen zwischen Senat und Triumvirn, die Cicero hier zu den Optimaten zählt. Die Ermahnung der haruspices, diese Uneinigkeit zu beenden, interpretiert er im Sinne der Politik der Triumvirn, seiner neuen Beschützer; zudem beabsichtigt Cicero eine Frontlinie gegenüber Clodius zu errichten, um eine gemäß Cicero unnatürliche Verbindung zwischen plebs, der Clodius angehörte, und Adel gegen die Triumvirn zu verhindern.

## Ausgaben, Übersetzungen, Kommentare
- Anthony Corbeill (Hrsg., Übers., Komm.): Cicero, De Haruspicum Responsis. Introduction, text, translation, and commentary. Oxford University Press, Oxford, New York 2023. – Rezension von Andrea Balbo, Bryn Mawr Classical Review 2024.09.21
- John O. Lenaghan: A commentary on Cicero’s oration De haruspicum responso. Berlin: Walter de Gruyter, 1970. ISBN 978-3-11-166684-6.